# Olearia lehmanniana
Olearia lehmanniana là một loài thực vật có hoa trong họ Cúc. Loài này được (Steetz) Lander mô tả khoa học đầu tiên.